# ستاد کل دفاع ملی یونان
ستاد کل دفاع ملی یونان (یونانی: Γενικό Επιτελείο Εθνικής Άμυνας) ستاد کل نیروهای مسلح یونان است، که وظیفه نظارت بر ارتش یونان، نیروی دریایی یونان و نیروی هوایی یونان را برعهده دارد. هم‌اکنون ارتشبد کنستانتینوس فلوروس ریاست ستاد کل نیروهای مسلح یونان را برعهده دارد.